# Loser – Auch Verlierer haben Glück
Loser – Auch Verlierer haben Glück (Originaltitel: Loser) ist eine US-amerikanische Filmkomödie aus dem Jahr 2000. Die Regie führte Amy Heckerling, die auch das Drehbuch schrieb. Die Hauptrollen spielten Jason Biggs und Mena Suvari.

## Handlung
Der New Yorker Student Paul Tannek gilt als ein Verlierer. Er freundet sich mit der Mitstudentin Dora Diamond an, die eine geheime Beziehung mit ihrem Professor Edward Alcott hat. Tannek findet nach einer Party Dora bewusstlos. Da er eine Überdosis Drogen als Ursache vermutet, bringt er Dora ins Krankenhaus. Dort erfährt er, dass sie in ihrem Ausweis Professor Alcott als jene Person angegeben hat, die im Falle eines Unfalles benachrichtigt werden soll. Dora zieht daraufhin bei ihrem Professor ein und hofft, dass ihre Beziehung öffentlich gemacht wird, was allerdings nicht passiert. Nach einem Zerwürfnis mit ihrem Professor findet sie schließlich bei Paul Unterschlupf. 
Professor Alcott wird inzwischen von Pauls Mitstudenten mit dem Wissen um die Beziehung erpresst. Sie erhoffen sich dadurch bessere Noten. Professor Alcott nimmt irrtümlich an, auch Paul würde diesem Kreis angehören. Dora ist von Paul enttäuscht. Erst später erfährt sie, dass Paul den Professor nicht erpresst hat und dieser ihm eine schlechte Note gab, welche Pauls Stipendium gefährdet. Dora beendet die Beziehung zu ihrem Professor endgültig und findet über Umwege mit Paul zusammen. Der Professor darf dafür den Gang ins Gefängnis antreten.

## Produktion und Veröffentlichung
Die Produktionskosten betrugen ca. 20 Millionen US-Dollar. Die Premiere in den USA fand am 21. Juli 2000 statt, die in Deutschland am 26. Oktober 2000. Der Film spielte in den Kinos der USA ca. 15,6 Millionen US-Dollar ein, in den Kinos der anderen Länder ca. 2,8 Mio. US-Dollar.

## Kritiken
Der Film erhielt überwiegend negative Kritiken. Oliver Kaever bezeichnete den Film in der Zeitschrift TV Movie 22/2000 als „viel zu oberflächlich“. Im film-dienst 22/2000 wurde die mangelnde „Originalität“ kritisiert. 

## Filmmusik
Das Lied Teenage Dirtbag von Wheatus, das zum Soundtrack des Filmes gehört, wurde – im Gegensatz zum Film – ein großer Erfolg (Chartplatzierung D: 2; GB: 2; A: 1). Im Musikvideo zu dem Lied wurden neu gedrehte Szenen mit den Hauptdarstellern des Filmes, Jason Biggs und Mena Suvari, verwendet. Ebenfalls ist kurz ein Teil des Liedes Pretty Fly (for a White Guy) von der Gruppe The Offspring (Chartplatzierung D: 2; GB: 1) im Film zu hören. Auch Mint Car von The Cure wird kurz angespielt (Chartplatzierungen D: -, GB: 31, USA: 14).

## Auszeichnungen
Jason Biggs wurde für den Teen Choice Award nominiert.